# Jean-Augustin Barral

Barral

Jean-Augustin Barral (* 31. Januar 1819 in Metz; † 10. September 1884 in Fontenay-sous-Bois) war ein französischer Agrarwissenschaftler, Chemiker und populärwissenschaftlicher Schriftsteller.

## Leben und Wirken
Barral studierte an der École polytechnique und war Professor für Chemie. Er war Redakteur der Zeitschrift La Démocratie Pacifique von Victor Considerant und mit Jacques Alexandre Bixio Gründer des Journal d´agriculture pratique, das er ab 1837 herausgab. Er schrieb zahlreiche populärwissenschaftliche Artikel in der Revue des Deux Mondes, in den Annales de chimie et de physique und im Dictionnaire des arts et manufactures. 1865 gründete er die Presse scientifique des deux mondes und 1866 das Journal de l´agriculture.
Er schrieb viele populärwissenschaftliche Bücher, speziell über Landwirtschaft und Bewässerung. Barral war ständiger Sekretär der Societé nationale d’agriculture de France.
Mit Bixio unternahm er 1850 einen Ballonaufstieg, um Temperatur und Zusammensetzung der Atmosphäre in verschiedenen Höhen zu messen. Mit François Arago schrieb er ein populärwissenschaftliches Buch über  Astronomie.

## Ehrungen
Er ist einer der 72 Namen auf dem Eiffelturm.
| Personendaten    | Personendaten                                         |
| ---------------- | ----------------------------------------------------- |
| NAME             | Barral, Jean-Augustin                                 |
| KURZBESCHREIBUNG | französischer Agrarwissenschaftler und Schriftsteller |
| GEBURTSDATUM     | 31. Januar 1819                                       |
| GEBURTSORT       | Metz                                                  |
| STERBEDATUM      | 10. September 1884                                    |
| STERBEORT        | Fontenay-sous-Bois                                    |